# Saratoga Spa State Park
Saratoga Spa State Park ist ein State Park im Gebiet von City of Saratoga Springs, in der Nähe der US 9 und der NY 50 im Saratoga County im US-Bundesstaat New York. Der Park hat den Status eines National Historic Landmarks und umfasst 9,63 km² (2.379 acre). Er verfügt über Mineralquellen, historischen Bade- und Kurhäuser, sowie das Saratoga Performing Arts Center.

## Geschichte
Schon die Mohawk und Irokesen-Indianer nutzten das Gebiet um die Mineralquellen als Jagdgebiet. Sie nannten das Gebiet Kayaderosseras. Die erste überlieferte Nutzung der Quellen als Heilbad erfolgte durch Sir William Johnson während des French and Indian War, der in Saratoga seine Wunden kurierte.
Im 19. Jahrhundert wurde der Ort ein beliebter Kurort aufgrund der hydrotherapeutischen Effekte. Unternehmer bohrten Brunnen und füllten das Mineralwasser zum Verkauf ab und Gas-Firmen verkauften das aufgefangene Kohlensäuregas (CO2) an Soda-Quellen. 1907 waren diese Tätigkeiten so umfangreich geworden, dass es zu einem Prozess kam: Frank Hathorn vs. Dr. Strong's Sanitarium. Im Verlauf dieser Verhandlungen wurde gezeigt, dass das Abpumpen in verschiedenen Brunnen die Schüttung in den Quellen auf dem Stadtgebiet verminderte. Der Gerichtshof bestätigte den Zusammenhang der Wasseradern und als Strong sein Abpumpen stoppte, kehrte die Schüttung in Hathorns Quelle zum ursprünglichen Ausmaß zurück. 1908, als die Quellen erschöpft waren, verabschiedete die New York Assembly eine Verfügung (injunction), die das Abpumpen verbot; diese wurde jedoch zunächst ignoriert. 1909 unterzeichnete Gouverneur Charles Evans Hughes ein Gesetz, das die Quellen von Saratoga in eine State Reservation verwandelte.
In den 1930er Jahren wurden Mittel der Reconstruction Finance Corporation genutzt um Badehäuser, ein Forschungszentrum und eine Trinkhalle zu bauen. Die Saratoga Reservation wurde eingerichtet mit gepflasterten Spazierwegen um Herzpatienten Rehabilitation zu ermöglichen. Nach dem Zweiten Weltkrieg wurden Veteranen und Holocaust-Überlebende zur Kur eingeladen.
Im September 1985 wurde der Park als Historic District in das National Register of Historic Places eingetragen. Der Badeort wurde 1962 als State Park deklariert und 1987 als ein National Historic Landmark anerkannt.
2007 wurde bekannt, dass das vorgeblich „pure“ Mineralwasser in den öffentlichen Bädern mit anderem Trinkwasser gemischt wird.

### Quellen

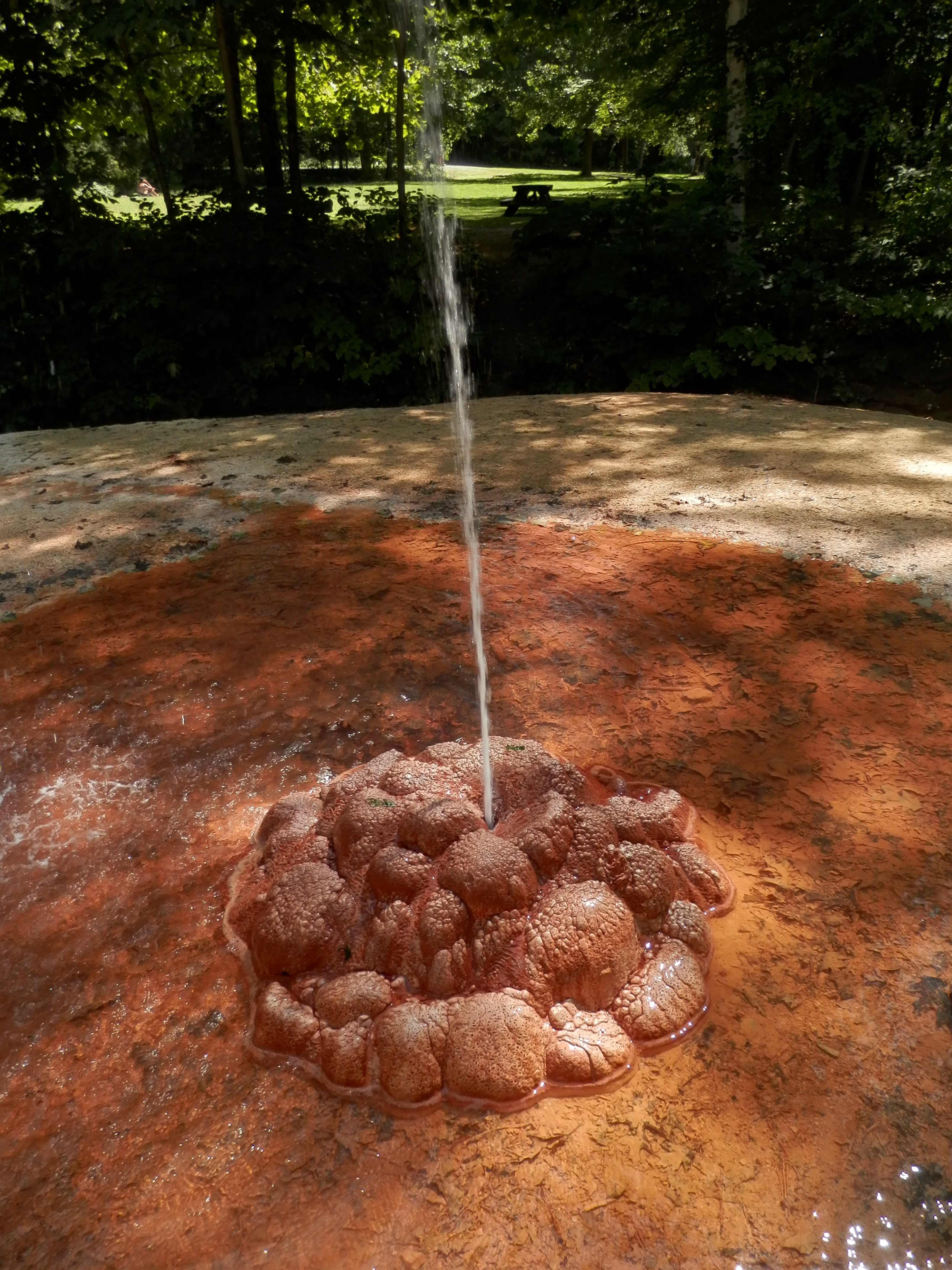
Geyser Island Spouter, 2015.

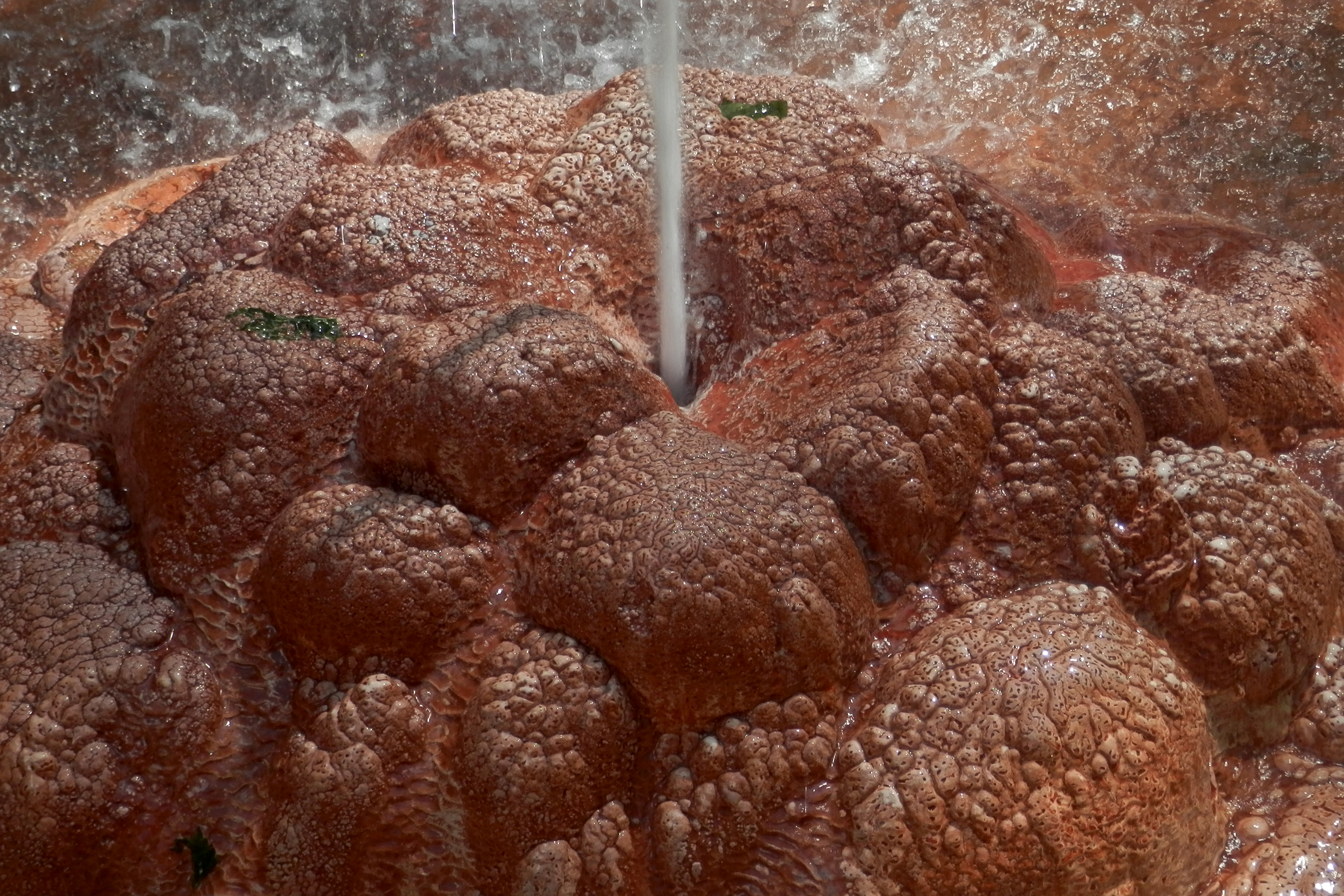
Detail der Kalktuff-Ablagerungen am Geyser Island Spouter.

## Geographie

### Sehenswürdigkeiten

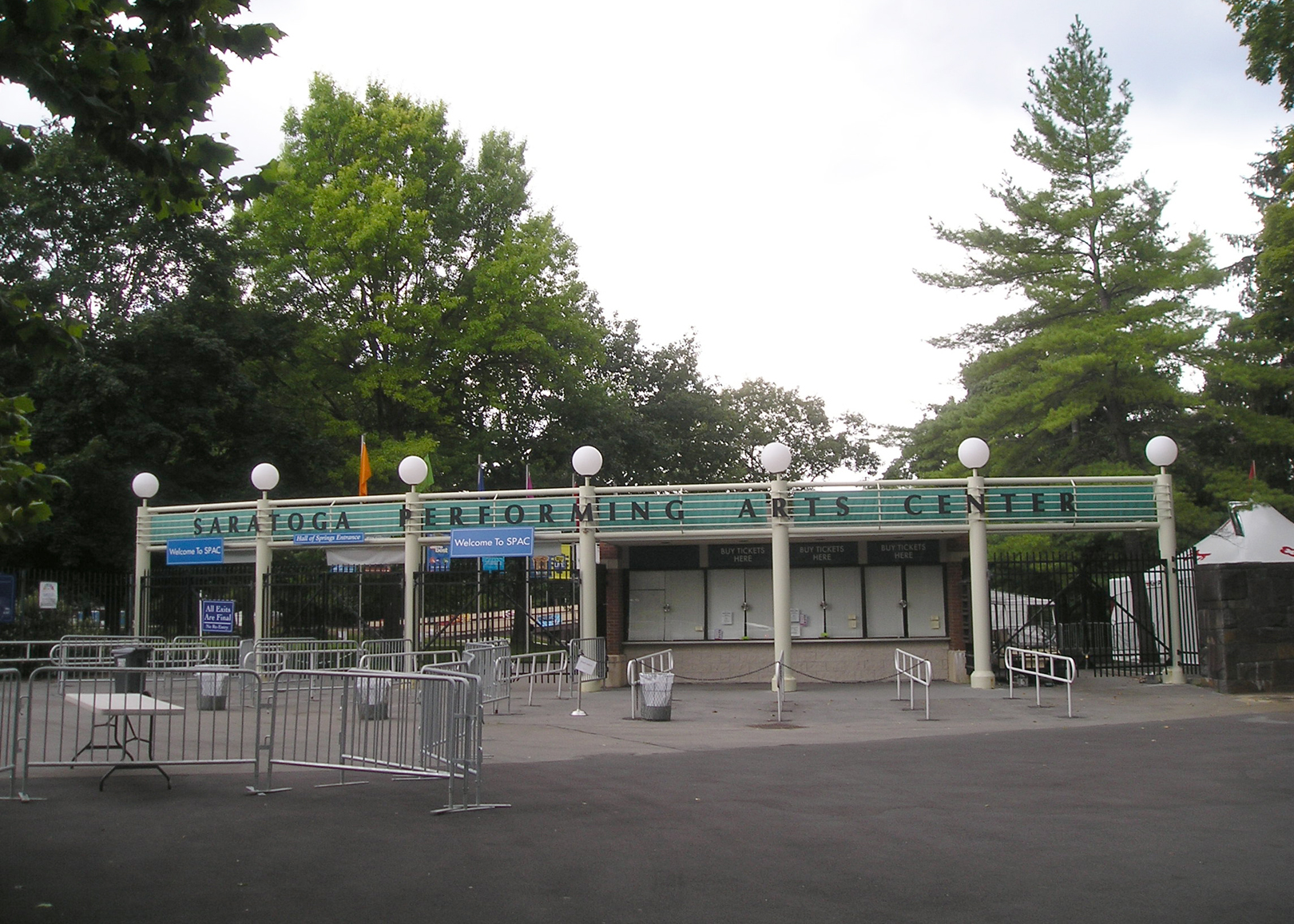
Eingang zum Saratoga Performing Arts Center.

Im Park werden Theatervorführungen und Konzerte veranstaltet. Das Saratoga Performing Arts Center im Parkgelände ist das Sommerquartier des Philadelphia Orchestra und des New York City Ballet seit 1966. Das SPAC Amphitheater ist 33 m hoch und liegt in einer natürlichen Geländesenke, umgeben von großen Kiefern. Das Amphitheater hat 5.100 Sitzplätze und bietet weitere 25.000 Plätze auf dem Rasen.
Das Spa Little Theater bietet ganzjährig Theatervorführungen. Außerdem befindet sich das National Museum of Dance and Hall of Fame, das Saratoga Automobile Museum, die Lincoln Mineral Baths and Spa und das Gideon Putnam Resort & Spa auf dem Gelände.

### Erholungsmöglichkeiten
Saratoga Spa State Park bietet zahlreiche Freizeitangebote und Erholungsmöglichkeiten, die teilweise auch Eintritt kosten.
Es gibt mehrere Bäder: Peerless Pool mit drei Becken, Victoria Pool nahe dem Golfplatz und umgeben von Arkaden aus der Gründungszeit des Parks.
Das ehemalige Golf House ist heute ein Restaurant.
Daneben gibt es Tennisplätze, zwei Golfplätze, Picknickmöglichkeiten, horseshoe pits (Hufeisenwurf-Felder), Softballfelder und Volleyballfelder.

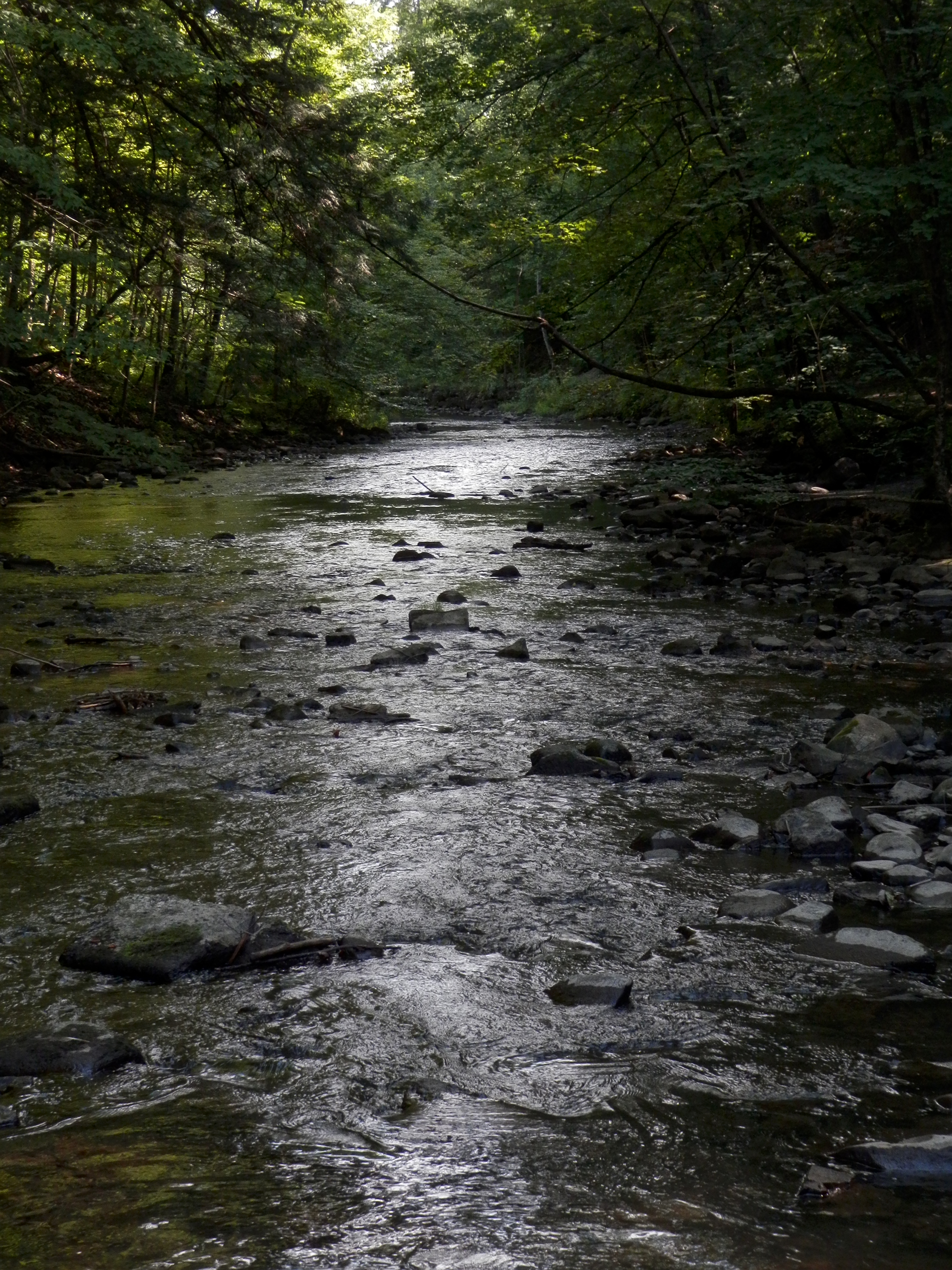
Geyser Creek im Saratoga Springs State Park.

Ein Abschnitt des Geyser Creek verläuft im Parkgebiet. Dort gibt es Angelmöglichkeiten und es gibt auch Wander- und Skiwanderwege. Im Winter gibt es Möglichkeiten zum Eislaufen sowie ein Winterfest und das jährliche New York State Section 2 Cross Country Championships.